# Сикоз
Сикоз (от др.-греч. σύκωσις — изъязвление) — хроническое рецидивирующее воспаление волосяных фолликулов, возникающее при проникновении в них стафилококков. Болеют преимущественно мужчины, особенно при наличии у них функциональных расстройств нервной и эндокринной систем или очагов хронической инфекции (ринит, конъюнктивит и др.);

## Причины
Сикоз относится к группе пиодермий. К факторам риска относят такие:
- хронический ринит, при котором кожные покровы в области верхней губы становятся рыхлыми и уязвимыми, что способствует проникновению стафилококковых агентов из слизистого содержимого носовой полости;
- микротравмы и порезы, полученные при бритье;
- хронический конъюнктивит часто предшествует стафилококковому поражению кожи век;
- удаление волос из носовой полости с использованием пинцета при нарушении антисептики может привести к сикозу перегородки и внутренних боковых поверхностей носа;
- эндокринные заболевания;
- расстройства нервной системы.

## Локализация очагов сикоза
Локализуется обычно на коже лица в области бороды, усов, реже — век, бровей, волосистой части головы, подмышечных ямок, лобка, где появляются гнойнички, пронизанные в центре волосом, местами сливающиеся в четко очерченные бляшки. Процесс склонен к распространению на соседние участки кожи.

## Развитие заболевания
Ссыхающиеся гнойнички образуют зеленовато-серые, плотно спаянные с волосом корки, при удалении которых видна мокнущая, слегка кровоточащая поверхность. Субъективно — чувство стягивания кожи, лёгкое жжение, зуд.

## Лечение
Терапевтические назначения выполняет миколог или дерматолог. Лечение сикоза длительное, в процессе его применяются следующие группы лекарственных препаратов:
- Антибиотики — в виде синтомициновой и гентамициновой мазей, в таблетках и в виде в/м инъекций тетрациклином, хлортетрациклином и т. д. Также пенициллин, хлортетрациклина гидрохлорид (биомицин), окситетрациклин (террамицин) 600 000—800 000 ЕД в сутки (в течение 10 дней), 5 % серно-таниновую или борно-нафталанную мазь, 10 % синтомициновую эмульсию, анилиновые красители
- Примочки с дезинфицирующими растворами (борной кислотой, марганцовкой), синтомициновая эмульсия — при обострении, для исключения повторного обсеменения микробной флорой и размягчения образующихся корок.
- Бриллиантовый зелёный — в виде раствора используется для обработки пораженных участков (при отсутствии гноя), раствором йода смазывается зона вокруг очага.
- Общеукрепляющие средства, поливитамины.
- Препараты железа (для предотвращения расстройств нервной системы).
- Препараты цинка (для улучшения обмена веществ).
- Диетотерапия (запрет на алкоголь, сладкие, острые, пряные и соленые продукты).
- Показана лазеротерапия и УФО-лечение.

Если наблюдается обширное поражение кожи, применяется специфические иммунопрепараты: стафилококковый антифагин, стафилококковая вакцина (ауто- и поливакцина) и аутогемотрансфузии (переливание крови (аутогемотерапия)).
Нельзя мочить пораженную кожу; здоровую кожу вокруг протирают 1 % салициловым спиртом. Одновременно проводят лечение хронического ринита, воспалений придаточных пазух носа, назначают средства, нормализующие функцию эндокринной и нервной систем; в зависимости от результатов обследования могут быть показаны как мужские, так и женские половые гормоны.
На пораженных участках не рекомендуется бритьё.

## Профилактика
Своевременная обработка микротравм, лечение ринита, конъюнктивита и т. п., правильный уход за кожей. Прием соответствующих препаратов.